# Club sportif toulonnais
Le Club sportif toulonnais est un club omnisports basé dans la ville de Toulon. Le club est principalement connu pour ses sections de basket-ball, dont la version masculine a fusionné pour former le Hyères Toulon Var Basket, toujours dans l'élite.

## Sections
- basket-ball - voir articles : section masculine, section féminine, Hyères Toulon Var Basket
- football - voir article : Sporting Toulon Var
- natation